# Luis Miguel: 20 años
Luis Miguel: 20 Años é um vídeo do cantor mexicano Luis Miguel. Foi gravado em 1991, durante várias apresentações do cantor pelo México e em várias cidades dos Estados Unidos, após o lançamento do álbum 20 Años. Contêm 90 minutos de apresentações e mais 10 minutos de entrevistas que o cantor fez especialmente para o vídeo. Além de suas canções, o cantor interpreta algumas inéditas e outras em italiano.

## Repertório
1. "Introdução"
2. "Oro de Ley"
3. "Yo Que No Vivo Sin Tí"
4. "Amante del Amor"
5. "Pupilas de Gato"
6. "Culpable o No"
7. "Hoy el Aire Huele a Tí"
8. "Más Allá"
9. "Ahora Te Puedes Marchar"
10. "Il Cielo" (em italiano/nunca lançado)
11. "Alguién Como Tú"
12. "Entrégate"
13. "Fría Como el Vento"
14. "Stragna Gelozzia" (em italiano/nunca lançado)
15. "Tengo Todo Excepto a Tí"
16. "Será Que No Me Amas"
17. "Trios Medley" ("Un Poco Más"/ "Llévatela"/ "El Reloj"/ "Sabor a Mí"/ "Contigo Aprendi")
18. "De Qué Manera te Olvido" (nunca lançado)
19. "Cómo Fue" (nunca lançado)
20. "Un Hombre Busca una Mujer"
21. "La Incondicional"
22. "Cuando Calienta el Sol"